# Споменик жртвама фашизма (Слобоштина)
Споменик побијеним избеглицама са Козаре подигнут је 1951. године у селу Слобоштина, 10 км северозападно од Пожеге у сећање на преко 1.300 недужних цивила, углавном избеглица са Козаре, које су усташки војници побили 16. августа 1942. године. Аутор споменика био је вајар Никола Кечанин. Споменик и село срушени су током рата у Хрватској почетком 1990-их.

## Историјска позадина
У овом селу 16. августа 1942. године припадници Усташког обрамбеног здруга, под командом Вјекослава Макса Лубурића, погубили су 1.368 недужних цивила. Ови масакрирани цивили су углавном били етнички Срби избеглице са подручја Козаре у Босни и Херцеговини који су бежали од фашистичког насиља с тог подручја, али и становници појединих околних папучких села. Извори причају да су након стрељања избеглица њихова тела бачена у локалне бунаре. Усташе су након масакра напустиле село и спалили га до темеља. После рата, преживели мештани Слобоштине су потом извукли тела из бунара и спаљених рушевина села и сахранили их у масовну гробницу дуж главног пута у селу.

## Опис споменика
На месту ове масовне гробнице 1951. године подигнут је споменик чији је аутор био вајар Никола Кечанин. Примарни елемент Кечаниновог споменика била је бронзана статуа мајке која држи дете. На овом приказу, мајка напето гледа напред док десном руком показује надоле у земљу, као да показује према самим гробовима. Нема сумње да је статуа референца на многе жене и децу који су овде страдали (плоча на месту говори да је више од 50-еро деце било жртве овог масакра). Поред тога, закривљена бронзана рељефна плоча која се обавија око кружног блока у подножју статуе приказује језиву сцену усташких војника који терају невине жртве у смрт. На стубу на коме је стајала статуа стављен је и натпис са стиховима песника Јована Јовановића Змаја: „Ти гробови нису раке, већ колевке нових снага“. Уз споменик су се налазиле рушевине православне цркве Светог Николе из 18. века, коју су усташе спалиле у лето 1942. године.
Други споменик означава локацију на којој су сахрањена тела жртава која су након ексхумације пребачена у заједничку гробницу на улазу у село. Споменик је подигнут 1959. године према пројекту Зденка Колација.

## Уништење споменика
Овај споменик је четрдесет година стајао као цењено културно и меморијално обележје у селу Слобоштина, међутим, током сукоба који су започели на овим просторима током распада Југославије почетком 1990-их, Хрватска војска је уништила споменик и село. Тачне околности рушења овог споменика нису до краја познате, као нити коначна судбина бронзаних скулптура. Меморијални центар и зграда музеја иза споменика такође су били спаљени до темеља у исто време, као и Колацијев споменик на месту масовне гробнице (миниран крајем 1991. године). Дуги низ година након уништења споменика, ово место је лежало у рушевном стању. Касније су се његове рушевине налазиле унутар поседа твртке „Еко Мавровић”, пропалог подузетничког пројекта боксача Жељка Мавровића.
Међутим, током 2010-их, локалне ветеранске антифашистичке удруге из Пожеге и околице су обновиле и санирале зарасло земљиште око локације. Ипак, док се бројне групе у том крају залажу за реконструкцију споменика, он и даље остаје у рушевном стању. Упркос стању локације, антифашисти и представници Срба у Хрватској овде редовно одржавају годишње комеморације.